# Ace Combat (saga)
Aquest article és sobre la saga videojocs d'Ace Combat. Pel primer joc de la saga, vegeu Air Combat.
La saga Ace Combat són un conjunt de videojocs recreatius desenvolupats per Namco. Molts d'aquests videojocs agafen elements singulars de guerres reals, com la guerra del Golf, la guerra freda, i la Segona Guerra Mundial, entre d'altres.
Air Combat, Ace Combat 2, i Ace Combat 3: Electrosphere es van llançar per la Sony PlayStation, mentre que Ace Combat 04, Ace Combat 5 i Ace Combat Zero són videojocs de PlayStation 2.

## Videojocs de la saga

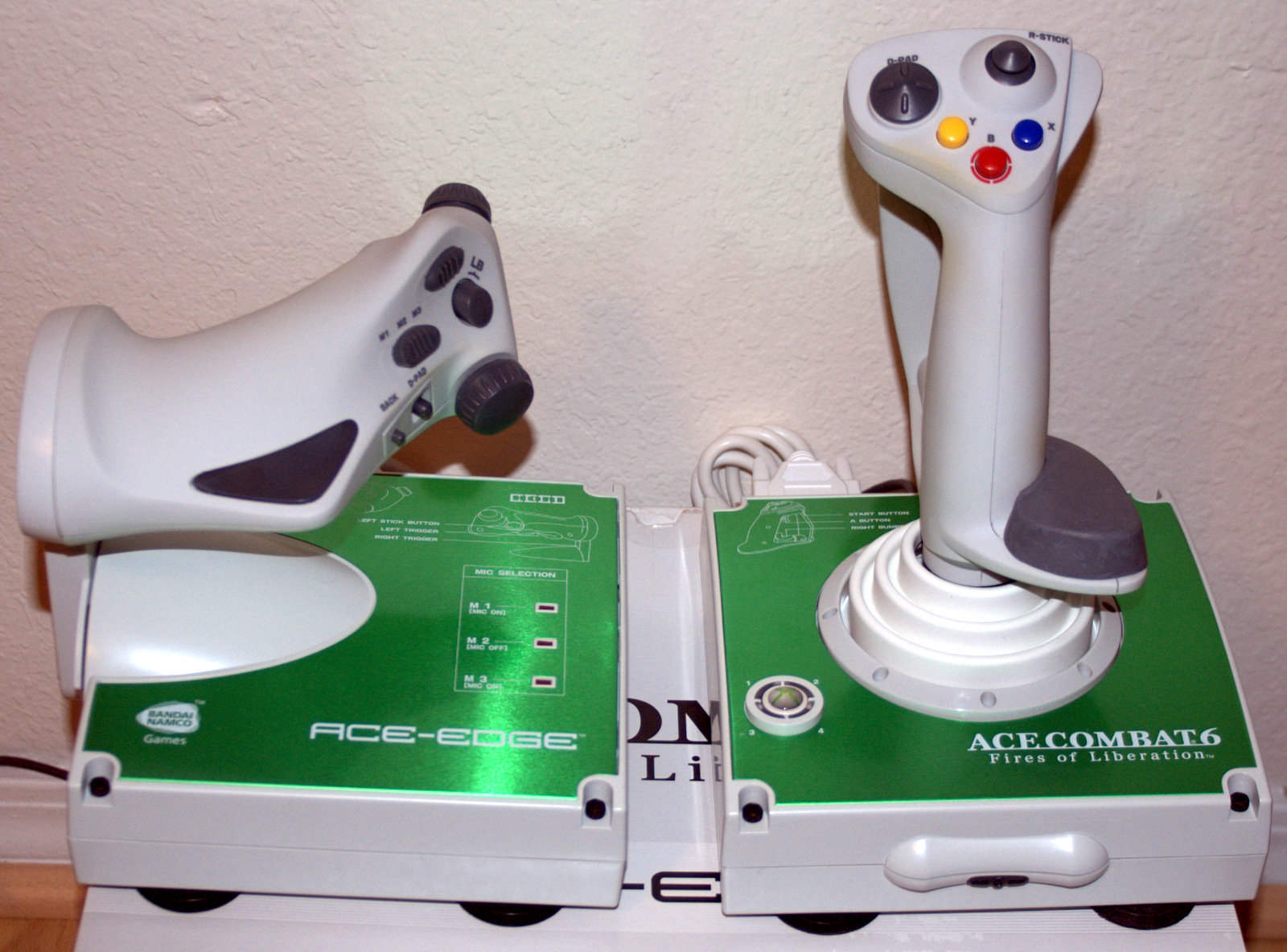
El joystick i l'accelerador que inclou el paquet Ace Edge d'Ace Combat 6 de Bandai Namco Games.

Air Combat (Ace Combat) és el primer videojoc de la saga pel sistema PlayStation i qualificat com a platinum. La saga al Japó va començar amb el llançament d'aquest joc, Ace Combat, per PlayStation. Tanmateix, aquest joc és més conegut com a Air Combat a l'Amèrica del Nord i a Europa. El nom va ser canviat per Ace Combat per les continuacions que vindrien després.
Ace Combat 2 Aquest joc presenta l'escena mundial que s'utilitzaria en els subsegüents jocs de la saga.
Ace Combat 3: Electrosphere posava en una escena més futurista del que els altres jocs de la saga, i els avions futuristes no eren ben rebuts per alguns. El joc semblava ser posat al mateix món com molts altres jocs de la saga. La versió japonesa d'aquest joc està molt conduïda a la història del joc, presentant 52 missions, finals múltiples, i personatges d'estil anime. Tanmateix, en les versions americanes i europees, aquesta història del joc va ser més curta, reduint a 36 missions i moltes més línies de joc a seguir. Conseqüentment, aquest joc va ser generalment ben rebut al Japó, però molta mala crítica en qualsevol altre lloc.
Ace Combat 04: Shattered Skies (Ace Combat: Distant Thunder), va esdevenir el primer joc de la saga en versió PS2, va ser un pas enorme endavant des dels tres jocs previs a causa del seu ús del potència de processament millorat de la consola i la seva habilitat per rendir més gràfics detallats. Va ser ben rebut pels videojugadors originàriament, bona història del joc, i bonics gràfics.
Ace Combat 5: The Unsung War (Ace Combat: Squadron Leader), millora de gràfics sobre l'Ace Combat 4 principalment en les flames després d'haver explotat quelcom, els míssils, efectes d'explosió, i arbres visibles. A més, el joc proporcionava més missions que l'Shattered Skies amb 18, oferint 27 missions del mode campanya i més de 30 missions en el mode recreatiu (que va ser directament la continuació de la història de joc de AC04). Encara que, moltes d'aquestes missions recreatives eren més curtes que les missions multi-planejades de AC04. A l'Ace Combat 5, unes de les noves addicions essencials incloïen un sistema d'ordres simple on el jugador podria donar ordres a uns altres membres del seu esquadró. Els avions també s'havien d'adquirir no només del jugador, sinó també per als seus companys.
Ace Combat Zero: The Belkan War (Ace Combat: Belkan War) és la continuació de Ace Combat 5 i explica en més detall la Guerra Belka que ocorria 15 anys abans dels esdeveniments de Ace Combat 5 . Els avions en el joc són més propers dels anys 1990, amb l'aparició de més aeronaus modernes d'última generació.
Ace Combat X: Skies of Deception és el primer joc de la saga Ace Combat per la PSP. El joc ocorre els anys 2020, sou un pilot de l'Esquadró Gryphus de la República Federal d'Aurèlia, que gairebé sol defensa Aurèlia del país que envaeix de Leasath. S'ofereix al voltant de 30 missions (incloent-hi missions alternatives) i fins a 4 jugadors en joc multijugadors sense cables.
Els jocs de Playstation 2 ofereixen unes imatges de 16:9 i paisatge (es pot activar al menú d'opcions).